# ABBA (альбом)
ABBA — третий студийный альбом шведской поп-группы ABBA, выпущенный в 1975 году.

## Об альбоме
После прошлогоднего успеха на Евровидении-1974 с песней «Waterloo» ABBA наконец получили мировое признание, которого добивались с 1973 года. Однако неудачный выбор первого сингла с нового альбома чуть не сломал планы коллектива: песня «So Long» плохо продавалась в Европе и даже не попала в листинг британских чартов. Ситуацию довелось исправить композициям «I Do, I Do, I Do, I Do, I Do», которая возглавила чарты в Австралии, положив начало «аббамании» на Зелёном континенте, «SOS» и «Mamma Mia», причём последние две стали соответственно № 6 и № 1 хитами в Великобритании — редкий по тем временам успех для музыкантов из континентальной Европы.
На диске представлена «Intermezzo No. 1» — одна из двух инструментальных композиций, выпущенных группой за время своего существования. Второй является «Arrival» с одноимённого альбома.
Альбом ABBA был выпущен на CD в Западной Германии в 1987 году с 5 бонус-треками, взятыми с «Waterloo» и «Ring Ring», который до этого не издавались на CD. Очередной выпуск на CD последовал в 1988 году: шведским слушателям был представлен альбом с оригинальным 11 композициями. Альбом был переиздан после цифрового ремастеринга 3 раза, первый в 1997 году, затем в 2001 и в 2005 году.
В 1977 году альбом был выпущен в СССР фирмой «Мелодия» под названием «АББА» (это был первый диск-гигант группы, вышедший в Советском Союзе) и в январе 1978 года поступил в продажу.
По итогам хит-парада «Звуковая дорожка» газеты «Московский комсомолец» в конце 1978 года альбом «АББА» занял 1-е место в номинации «Лучшие диски», набрав 815 читательских голосов.

## Список композиций
1. «Mamma Mia» (Андерссон, Стиг Андерсон, Ульвеус) — 3:32
2. «Hey, Hey Helen» (Андерссон, Ульвеус) — 3:17
3. «Tropical Loveland» (Андерссон, Андерсон, Ульвеус) — 3:06
4. «SOS» (Андерссон, Андерсон, Ульвеус) — 3:23
5. «Man in the Middle» (Андерссон, Ульвеус) — 3:03
6. «Bang-A-Boomerang» (Андерссон, Андерсон, Ульвеус) — 2:50
7. «I Do, I Do, I Do, I Do, I Do» (Андерссон, Андерсон, Ульвеус) — 3:17
8. «Rock Me» (Андерссон, Ульвеус) — 3:06
9. «Intermezzo No. 1» (Андерссон, Ульвеус) — 3:48
10. «I’ve Been Waiting for You» (Андерссон, Андерсон, Ульвеус) — 3:41
11. «So Long» (Андерссон, Ульвеус) — 3:06

## Чарты
| Год  | Чарт                               | Место |
| ---- | ---------------------------------- | ----- |
| 1975 | Великобритания — UK Albums Chart   | 13    |
| 1975 | Австралия — ARIA Albums Chart      | 1     |
| 1975 | США — Billboard 200                | 174   |
| 1975 | США — Cashbox album chart          | 165   |
| 1975 | Новая Зеландия — RIANZ Album Chart | 3     |
| 1975 | Италия                             | 8     |
| 1975 | Швеция                             | 1     |
| 1975 | Нидерланды                         | 3     |
| 1975 | Норвегия                           | 1     |
| 1976 | Канада — RPM album chart           | 55    |
| 1976 | Польша — Skladnica Ksiegarska      | 1     |

| Год  | Сингл                          | Чарт                              | Место |
| ---- | ------------------------------ | --------------------------------- | ----- |
| 1974 | «So Long»                      | Великобритания — UK Singles Chart | —     |
| 1974 | «So Long»                      | Австрийский чарт синглов          | 3     |
| 1975 | «I Do, I Do, I Do, I Do, I Do» | UK Singles Chart                  | 38    |
| 1975 | «I Do, I Do, I Do, I Do, I Do» | Норвежский чарт синглов           | 2     |
| 1975 | «S.O.S.»                       | UK Singles Chart                  | 6     |
| 1975 | «S.O.S.»                       | Норвежский чарт синглов           | 2     |
| 1975 | «Mamma Mia»                    | UK Singles Chart                  | 1     |
| 1975 | «Mamma Mia»                    | Норвежский чарт синглов           | 2     |
| 1975 | «Bang-A-Booomerang»            | Французский чарт синглов          | 59    |

| Год  | Сингл                          | Чарт                               | Место |
| ---- | ------------------------------ | ---------------------------------- | ----- |
| 1975 | «SOS»                          | Billboard Hot 100 — США            | 15    |
| 1975 | «SOS»                          | Cashbox singles chart — США        | 12    |
| 1975 | «SOS»                          | Billboard adult contemporary — США | 19    |
| 1976 | «I Do, I Do, I Do, I Do, I Do» | Billboard Hot 100                  | 15    |
| 1976 | «I Do, I Do, I Do, I Do, I Do» | Billboard adult contemporary       | 8     |
| 1976 | «Mamma Mia»                    | Billboard Hot 100                  | 32    |
| 1976 | «Mamma Mia»                    | Billboard adult contemporary       | 12    |
| 1976 | «SOS»                          | RPM singles — Канада               | 36    |
| 1976 | «SOS»                          | RPM adult contemporary — Канада    | 17    |
| 1976 | «SOS»                          | Steede report airplay — Канада     | 9     |
| 1976 | «I Do, I Do, I Do, I Do, I Do» | RPM singles                        | 14    |
| 1976 | «I Do, I Do, I Do, I Do, I Do» | RPM adult contemporary             | 6     |
| 1976 | «I Do, I Do, I Do, I Do, I Do» | Steede report airplay              | 12    |
| 1976 | «Mamma Mia»                    | RPM singles                        | 18    |
| 1976 | «Mamma Mia»                    | RPM adult contemporary             | 11    |
| 1976 | «Mamma Mia»                    | Steede report airplay              | 20    |